# Jordtemperatur
Jordtemperatur, temperaturen i jord, beror framför allt på reaktioner och samspel med egenskaper i jordytan, samt på egenskaper i själva jorden, såsom vilken jordart det är.
Jordtemperaturen kan mätas i olika djup, och kan utföras för att förbättra växtodling. Modifiering av jordtemperaturen sker som regel genom att förändra egenskaper vid jordytan. Jordytan är vid sommartemperaturer varmare än jorden djupare ner, eftersom jordytan värms upp av solens strålar. Hög lerhalt i jorden sänker jordtemperaturen. Genom att minska avdunstningen vid jordytan kommer å andra sidan jordtemperaturen att stiga. Om lufttemperaturen långvarigt är under fryspunkten, kommer jordtemperaturen med tiden också att gå ner till frysgränsen för vatten, varmed tjäle bildas. Tjäldjupet beror framför allt på jordtemperaturen, som i sin tur reagerar på lufttemperaturen.
Jordtemperaturen hänger också samman med nivåerna av syre, helium och koldioxid i jorden. Ju högre temperatur i både jord och luft, desto mer koldioxid och mindre helium i jorden. Mängden helium i jorden påverkas också av regn och snö.